# Karen Bennett
Karen Bennett (* 5. Februar 1989 in Perth, Australien) ist eine britische Ruderin. Sie war 2016 Olympiazweite.

## Sportliche Karriere
Karen Bennett wuchs in Schottland auf und begann in Strathclyde Park nahe Glasgow mit dem Rudersport. Sie studierte Sportrehabilitation an der St Mary’s University in London. Als Mitglied der britischen Nationalmannschaft gehört sie dem Leander Club an.
Bei den U23-Weltmeisterschaften 2011 belegte sie mit dem Achter den fünften Platz. 2014 siegte sie mit dem Vierer ohne Steuerfrau bei den Studenten-Weltmeisterschaften. 2015 startete sie im Ruder-Weltcup zusammen mit Rebecca Chin im Zweier ohne Steuerfrau und belegte zweimal den zehnten Platz. Bei den Weltmeisterschaften 2015 ruderten Chin, Bennett, Lucinda Gooderham und Holly Norton im Vierer ohne Steuerfrau und gewannen die Silbermedaille hinter dem US-Boot. 2016 wechselte sie in den britischen Achter. Bei den Europameisterschaften in Brandenburg an der Havel gewann der Achter mit Catherine Greves, Melanie Wilson, Frances Houghton, Polly Swann, Jessica Eddie, Olivia Carnegie-Brown, Karen Bennett, Zoe Lee und Steuerfrau Zoe de Toledo vor den Niederländerinnen. Bei den Olympischen Spielen 2016 siegte der US-Achter vor den britischen Europameisterinnen. Ende Mai 2017 trat Bennett zusammen mit Holly Norton im Zweier ohne Steuerfrau bei den Europameisterschaften in Račice u Štětí an und gewann die Bronzemedaille hinter den Booten aus Rumänien und aus Dänemark. Im August 2018 gewann Bennett mit dem britischen Achter die Silbermedaille bei den Europameisterschaften hinter dem rumänischen Boot und belegte den sechsten Platz bei den Weltmeisterschaften. 2019 gewann der britische Achter bei den Europameisterschaften in Luzern die Silbermedaille hinter den Rumäninnen. Bei den Weltmeisterschaften in Linz/Ottensheim belegte der Achter den fünften Platz. 2021 trat Bennett im Vierer an. Bei den Europameisterschaften in Varese gewannen Rowan McKellar, Harriet Taylor, Karen Bennett, und Rebecca Shorten die Bronzemedaille hinter Niederländerinnen und den Irinnen. In Tokio bei den Olympischen Spielen in Tokio setzten sich die Australierinnen durch und gewannen vor den Niederländerinnen und den Irinnen, mit einer Sekunde Rückstand auf die Irinnen belegten die Britinnen den vierten Platz. Nachdem Bennett 2022 international nicht antrat, war sie bei den Europameisterschaften 2023 in Bled Mitglied des britischen Achters, der die Silbermedaille hinter den Rumäninnen gewann.